# Gustaf Sällström

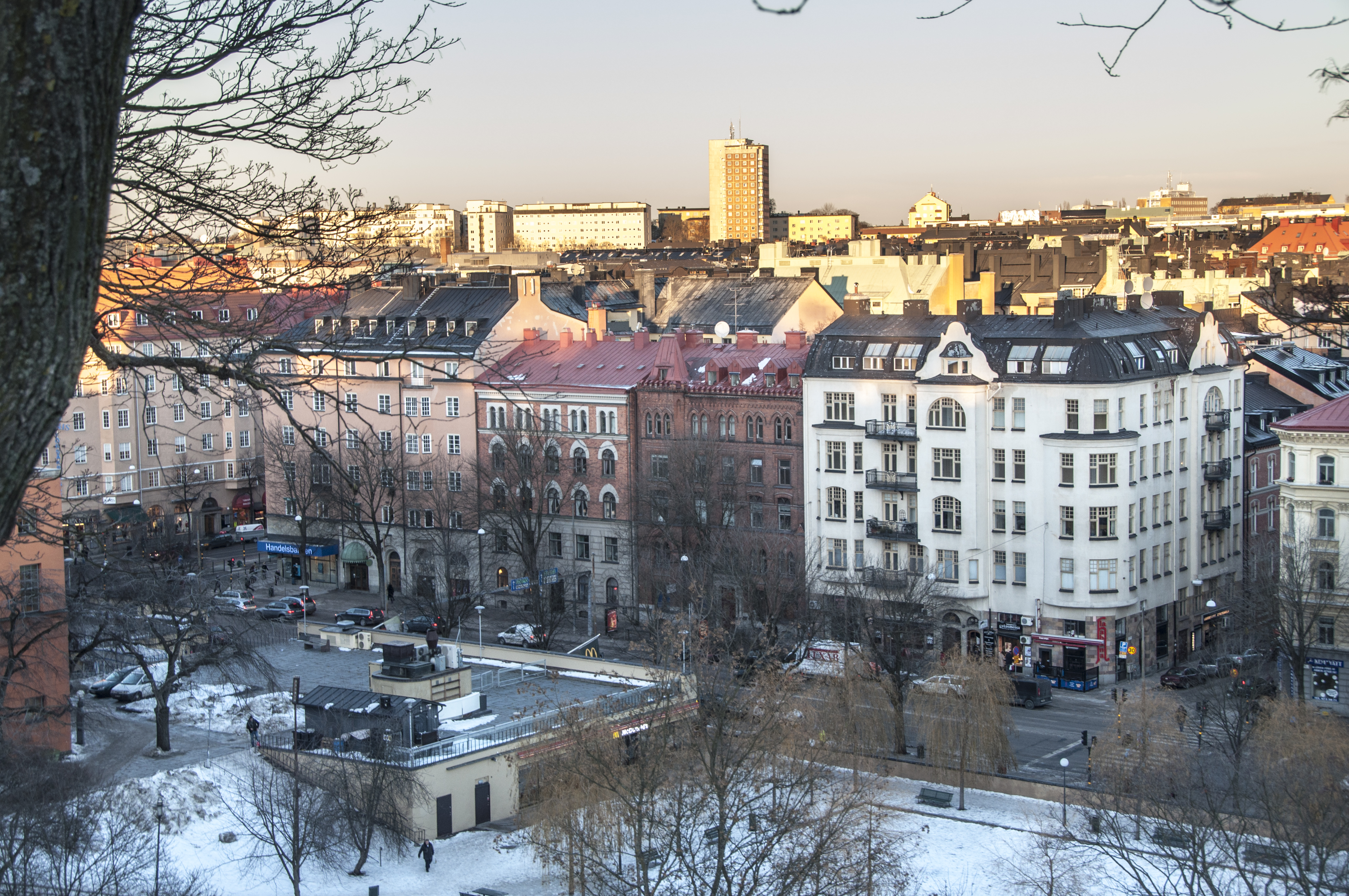
Kvarteret Apelträdet med Sveabadet

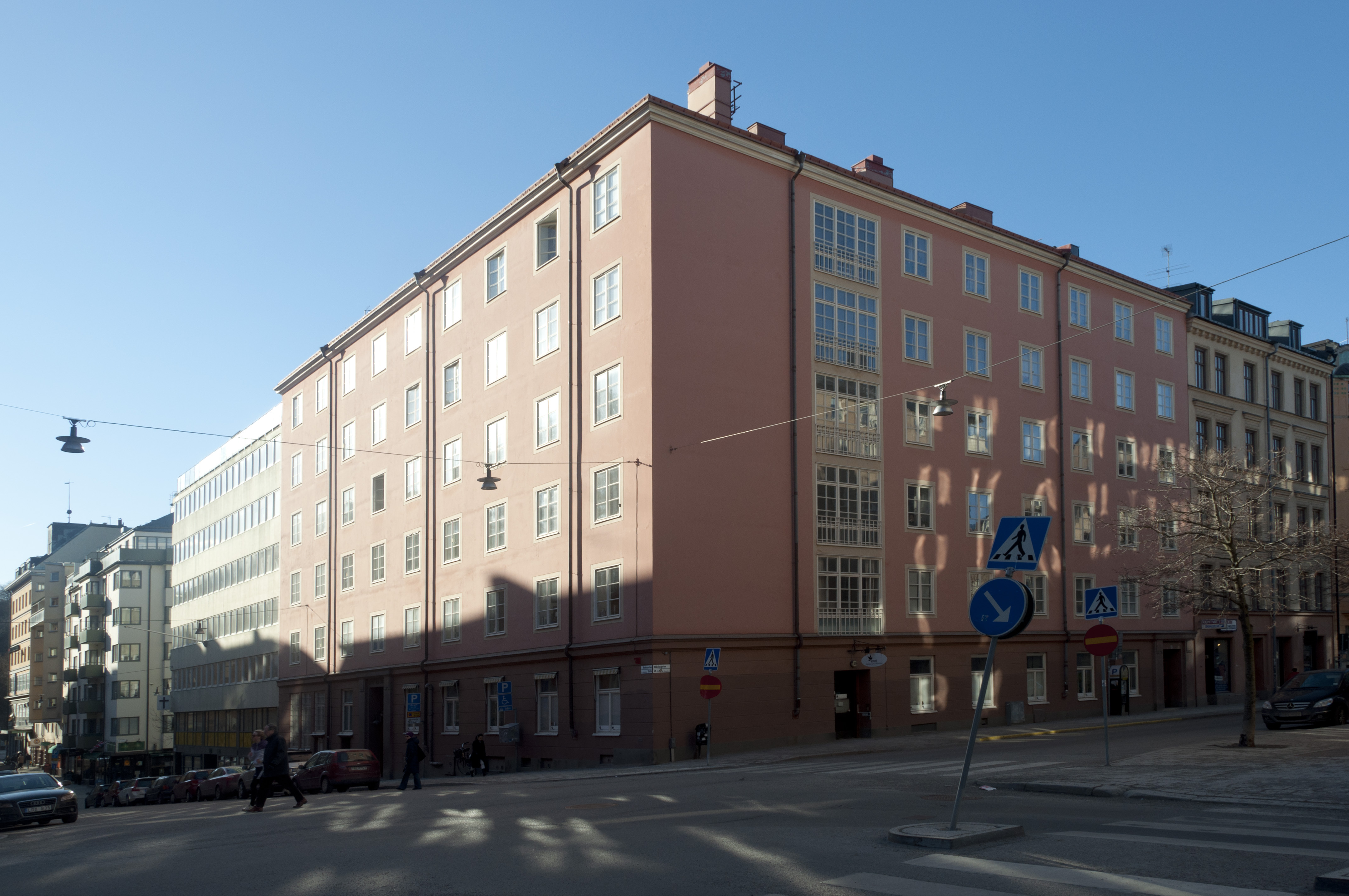
Gustav Vasagården

Gustaf Fredrik Vilhelm Sällström, född 30 november 1859 i Stockholm, död 13 mars 1937 i Stockholm, var en svensk byggnadsingenjör och byggmästare.
Sällström var son till storbyggmästaren Andreas Gustaf Sällström. Han studerade vid Kungliga Tekniska Högskolans arkitektavdelning 1878–1882. Från 1881 drev han egen arkitektverksamhet i huvudstaden och var arbetschef hos fadern åren 1881–1917 under dennes byggnationer av bland annat Allmänna Barnhuset och Operan. Han var kontrollant för Matteuskyrkas nybyggnad och vid restaurering av Katarina, Sofia och Maria kyrkor och svarade för ombyggnaden av Pauliska huset 1882. Mellan 1902 och 1932 var han sakkunnig hos Arméförvaltningen vid besiktningar.
Sällström ägde nästan hela kvarteret Apelträdet där Odengatan möter Sveavägen och han lät på tomterna uppföra hus i egen regi och troligtvis efter egna ritningar. Han var samtidigt byggmästare vid Operan, och porten till Markvardsgatan 16 (1881) och sandstenen i bottenvåningen till Sveabadet vid Sveavägen 108 (1907) anses komma från det rivna Gustavianska operahuset. I kvarteret ritade han även husen vid Sveavägen 110 och 112 (1886) och mot Luntmakargatan nummer 97, 99 och 101. Han var 1919–1932 ledamot av kyrkorådet i Gustav Vasa församling och 1921–1932 dess kyrkovärd och för församlingen ritade han kolumbariet i Gustaf Vasa kyrka 1923–1924 och äldreboendet Gustaf Vasagården vid Rehnsgatan 16, 1930. Han står även bakom Stadshotellet i Örnsköldsvik 1911, och lämnade förslag till sparbanksbyggnad i samma stad 1910.
Gustaf Sällström är gravsatt i Gustav Vasa kyrkas kolumbarium vid Odenplan i Stockholm.